# Котляр, Николай Фёдорович
Никола́й Фёдорович Котля́р (укр. Микола Федорович Котляр, 4 июля 1932, Каменец-Подольский, ныне Хмельницкой области Украины — 15 октября 2021, Киев, Украина) — советский и украинский историк. Специалист по истории феодальной Руси и русской нумизматике. Член-корреспондент Национальной академии наук Украины (14.04.1995). Доктор исторических наук. Профессор Львовского университета.
Лауреат Государственной премии Украины в области науки и техники (2001, в сост. авторского коллектива).
Заслуженный деятель науки и техники Украины (1996).

## Биография
Родился 4 июля 1932 года в городе Каменец-Подольский, ныне Хмельницкой области Украины.
Окончил исторический факультет Киевского университета в 1956 году. В 1956—1960 годах работал в Центральной научной библиотеке АН УССР.
В 1963(4?) году окончил аспирантуру в Отделе нумизматики Государственного Эрмитажа в Ленинграде, где учился с 1960 года, ученик историка-нумизмата И. Г. Спасского. Затем в том же отделе отработал год на должности научного сотрудника (был оставлен для завершения работы над диссертацией). В 1965 году защитил канд. дисс. в Институте истории Украины АН УССР и стал там научным сотрудником, в 1982—1996 годах возглавлял сектор истории Киевской Руси.
В 1972 году защитил докторскую диссертацию на тему: «История денежного рынка Украины IX—XVIII веков».
Главный научный сотрудник Института истории Украины Национальной академии наук Украины.
Член редакционной коллегии журнала «Древняя Русь. Вопросы медиевистики».
Среди его учеников 9 кандидатов наук и 4 доктора наук.
В начале своей научной карьеры занимался изучением истории денежного обращения, рынка, счётных систем.
Автор около 500 работ, в том числе 40 монографий.
Супруга — М. В. Скржинская, дочь историка-медиевиста Е. Ч. Скржинской.
Скончался 15 октября 2021 года. Был кремирован, прах похоронен в колумбарии Байкового кладбища.

## Научные труды

### Диссертации
- Кандидатская: Галицкая Русь XIV—XV веков (историко-нумизматическое исследование) (1965; отдел нумизматики Эрмитажа, руководитель Иван Спасский)
- Докторская: Денежное обращение Украины эпохи феодализма (1972; Институт истории АН УССР)

### Монографии
- Удельная раздробленность Руси / НАН Украины. Институт истории. — К., 2013.
- Очерки военного искусства старой Руси. — К., 2010.
- Духовный мир летописания / НАН Украины. Институт истории Украины. — К., 2011.
- Киевская летопись XII века. Историческое исследование / НАН Украины. Институт истории Украины. — К., 2009.
- Княжеская служба в Киевской Руси. — К., 2009.
- Княжеский двор Южной Руси X—XIII вв. / НАН Украины. Институт истории Украины. — М.: Научная мысль , 2008. (в соавторстве с В. Рычкой).
- Военное искусство старой Руси. — К. , 2005.
- Дипломатия Южной Руси. — СПб., 2003.
- Галицко-Волынская летопись. Исследование, текст. Комментарий. — К. , 2002 (редактор).
- Даниил Галицкий. — К. , 2002.
- История дипломатии Юго-Западной Руси. — К. , 2002.
- История древнерусской государственности. — К. , 2002.
- Даниил Галицкий. — К. , 2001.
- Как и почему наступила удельная разработанность на Руси (ХІІ-ХІІІ ст.) — К. , 1998.
- Галицко-Волынская Русь. — К. , 1998.
- Древнерусская государственность. — СПб., 1998.
- История Украины в лицах: Древнерусское государство. — К. , 1996.
- Древнерусские монетные гривны. — Стокгольм, 1995 (на английском языке).
- Русь языческая: У истоков восточнославянской цивилизации. — К. , 1995.
- Галицко-Волынская летопись XIII в. — К. , 1993.
- Полководцы Древней Руси. — К. , 1991.
- Древняя Россия и Киев в летописных преданиях и легендах. — К. , 1986.
- Формирование местности и возникновение городов Галицко-Волынской Руси X—XIII вв. — К. , 1985.
- Киевская Русь — колыбель трех братских народов: К 1500-летию основания г. Киева. — К. , 1981.
- Очерки истории обращения и цифры монет в Украине XIV—XVIII вв. — К. , 1981.
- Даниил Галицкий. — К. , 1979.
- Находки монет на территории Украины XIV—XVI вв. — Варшава, Краков, Гданьск, 1977.
- Денежное обращение га цифра монет XIV—XVIII вв. в Украине. — К. , 1975.
- Денежное обращение на территории Украины эпохи феодализма. — К .., 1971.
- Кладоискатели и исследователи [ Архивировано 30 января 2022 в Wayback Machine .] . — К .: Научная мысль , 1971.
- Рюриковичи в Галиции и на Волыни // Украинский исторический журнал . — 2008. — № 3 (480). — С. 30-45. — ISSN 01305247.
- История общественной жизни Руси: Очерки. — М.: Ин-т истории Украины НАН Украины, 2016. — 288 с.

### Статьи
В течение 2003—2013 годов печатался в энциклопедии истории Украины .
- Андрей Владимирович Добрый [ Архивировано 16 марта 2017 года в Wayback Machine .]
- Василько Ростиславич [ Архивировано 1 июня 2016 в Wayback Machine .]
- Изяслав Ярославич
- Киевские восстания 11—12 веков [ Архивировано 17 августа 2016 в Wayback Machine .]
- Нежатина нива, битва 1078 [ Архивировано 9 октября 2016 в Wayback Machine .]
- Святополк-Михаил Изяславич [ Архивировано 9 июля 2016 в Wayback Machine .]
- Святослав Ярославич [ Архивировано 4 ноября 2013 в Wayback Machine .]